# Crudia beccarii
Crudia beccarii là một loài thực vật có hoa trong họ Đậu. Loài này được Ridl. miêu tả khoa học đầu tiên.